# Soleneiscus irregularis
Soleneiscus irregularis är en svampdjursart som först beskrevs av Jenkin 1908.  Soleneiscus irregularis ingår i släktet Soleneiscus och familjen Soleneiscidae. Inga underarter finns listade i Catalogue of Life.